# Sonny Criss
William „Sonny“ Criss (* 23. Oktober 1927 in Memphis; † 19. November 1977 in Los Angeles) war ein US-amerikanischer Jazz-Altsaxophonist des Hardbop.

## Werdegang
Sonny Criss kam 1942 nach Los Angeles und spielte hauptsächlich dort, teils mit eigenen Gruppen, teils mit Johnny Otis, Howard McGhee, Billy Eckstine, Gerald Wilson und anderen lokalen Gruppen. 1947 nahm er an Jam Sessions, organisiert von Norman Granz, teil und an dessen JATP-Tourneen 1948. In den 1950er Jahren nahm er eine Reihe Platten auf dem kleinen Imperial-Label auf (Jazz U.S.A., Go Man, Sonny Criss Plays Cole Porter featuring Sonny Clark). 1953 ging er mit Buddy Rich auf Tournee. Ab 1965 unterzeichnete er einen Plattenvertrag mit Prestige Records und nahm etliche Alben in der Hardbop-Tradition auf, wie 1967 Portrait of Sonny Criss mit Walter Davis jr., Paul Chambers und Alan Dawson. Er nahm 1968 sechs Kompositionen und Arrangements von Horace Tapscott auf, die auf Sonny’s Dream erschienen; mitwirkende Musiker waren u. a. Conte Candoli, Ray Draper, Teddy Edwards, Tommy Flanagan und Al McKibbon.
Es folgten Sessions für die Label Muse und Impulse! Records. 1974 arbeitete er mit dem Pianisten Georges Arvanitas; 1975 mit Dolo Coker und Ray Crawford (CrissCraft). 1977 erkrankte Sonny Criss an Magenkrebs und nahm sich in seiner Wahlheimatstadt Los Angeles das Leben.
Sein Spiel auf dem Altsaxophon ist stark von Charlie Parker beeinflusst.

## Auswahldiskographie

### Platten unter eigenem Namen
- California Boppin’ 1947 (Fresh Sound)
- Memorial Album (DIW, 1947–65)
- Sonny Criss Quartet 1949–1957 (Fresh Sound)
- Intermission Riff (OJC, 1951)
- The Complete Imperial Sessions (Blue Note, 1956)
- Sonny Criss Quartet Featuring Wynton Kelly (Fresh Sound, 1959)
- Jazz In Paris - Sonny Criss: Mr. Blues Pour Flirter (Emarcy)
- This Is Criss (Prestige/OJC, 1966)
- Portrait Of Criss (Prestige/OJC, 1967)
- The Beat Goes On (OJC, 1968) mit Cedar Walton
- Sonny’s Dream (Birth of the New Cool) (Prestige/OJC, 1968) mit Conte Candoli
- Up, Up And Away (OJC)
- Rockin’ In Rhythm (OJC)
- I’ll Catch The Sun (Prestige, 1969) mit Hampton Hawes, Monty Budwig, Shelly Manne
- Crisscraft (Muse, 1975)
- Out Of Nowhere (Muse, 1975) mit Barry Harris

### Weitere Aufnahmen
- Charlie Parker: Inglewood Jam (Fresh Sounds, 1952) mit Chet Baker
- West Coast Jazz Session – Live At The Trade Winds 1952 (Fresh Sounds Records)
- Wardell Gray: Memorial, Vol 2 (OJC, 1950–52)
- Hampton Hawes: Live At Memory Lane (Fresh Sound, 1970)